# ルイス・ペルドモ (1993年生の投手)
ルイス・デビッド・ペルドモ（Luis David Perdomo、1993年5月9日 - ）は、ドミニカ共和国サントドミンゴ出身のプロ野球選手（投手）。右投右打。オリックス・バファローズ所属。

## 経歴

### プロ入りとカージナルス傘下時代
2010年11月にアマチュア・フリーエージェントでセントルイス・カージナルスと契約し、プロ入り。
2011年に傘下のルーキー級ドミニカン・サマーリーグ・カージナルスでプロデビューし、6試合（先発5試合）に登板して1勝3敗、防御率5.68、16奪三振を記録した。
2012年はルーキー級ドミニカン・サマーリーグとルーキー級ガルフ・コーストリーグ・カージナルスでプレーし、2球団合計で11試合（全て先発）に登板して4勝4敗、防御率2.70、50奪三振を記録した。
2013年はアパラチアンリーグのルーキー級ジョンソンシティ・カージナルスでプレーし、12試合（先発10試合）に登板して1勝6敗、防御率5.40、29奪三振を記録した。
2014年はA-級ステート・カレッジ・スパイクス、A級ピオリア・チーフス、A+級パームビーチ・カージナルスでプレーし、3球団合計で14試合（先発13試合）に登板して4勝6敗、防御率4.25、57奪三振を記録した。
2015年はA級ピオリアとA+級パームビーチでプレーし、2球団合計で23試合（先発22試合）に登板して6勝12敗、防御率3.98、118奪三振を記録した。

### パドレス時代
2015年12月10日にルール・ファイブ・ドラフトでコロラド・ロッキーズから指名され、同日中にトレードでサンディエゴ・パドレスへ移籍した。

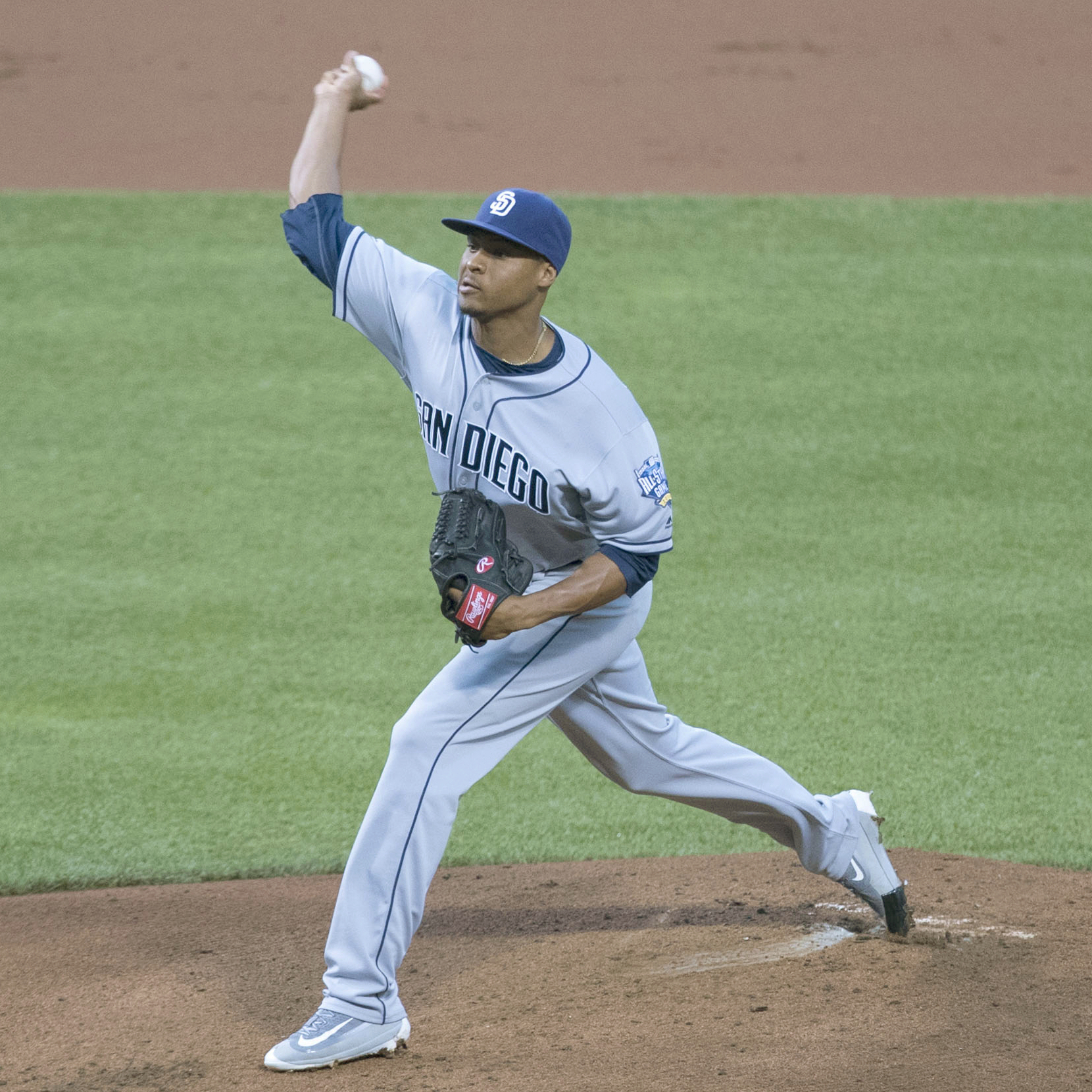
サンディエゴ・パドレス時代（2016年6月21日）

2016年シーズンは開幕25人枠に残り、4月4日のロサンゼルス・ドジャース戦でメジャーデビューを果たした。6月15日にペトコ・パークで行われたマイアミ・マーリンズ戦では1回表にイチローと対戦し、この打席で捕手前にピート・ローズの持つMLB通算最多安打記録4256安打にNPB/MLBの通算安打で並ぶ内野安打を打たれた。8月28日、今度は敵地マーリンズ・パークでの同カードでメジャー初完投勝利を挙げた。
2017年は29試合に先発登板して初めて規定投球回に到達し、8勝11敗、防御率4.67、118奪三振を記録した。打撃では広い本拠地のペトコ・パークとサンフランシスコ・ジャイアンツのAT&Tパークで、三塁打を4本記録、投手としては1955年のロビン・ロバーツ以来62年ぶりのことだった。
2018年4月11日のロッキーズ戦で、ロッキーズのノーラン・アレナドに対して背中を通過する危険球を投げたことをきっかけに乱闘を起こし、退場処分となり、13日MLBより5試合の出場停止と罰金の処分を受けた。
2020年10月にはトミー・ジョン手術を受けた。オフの11月20日にDFAとなり、23日に自由契約となった。

### ブルワーズ時代
2020年12月16日にミルウォーキー・ブルワーズとマイナー契約を結んだと報じられ、2021年1月4日に正式公示された。
2022年5月6日にアクティブ・ロースター入りした。オフにノンテンダーFAとなった。

### ロッテ時代
2023年1月20日に千葉ロッテマリーンズが獲得を発表した。背番号は55。

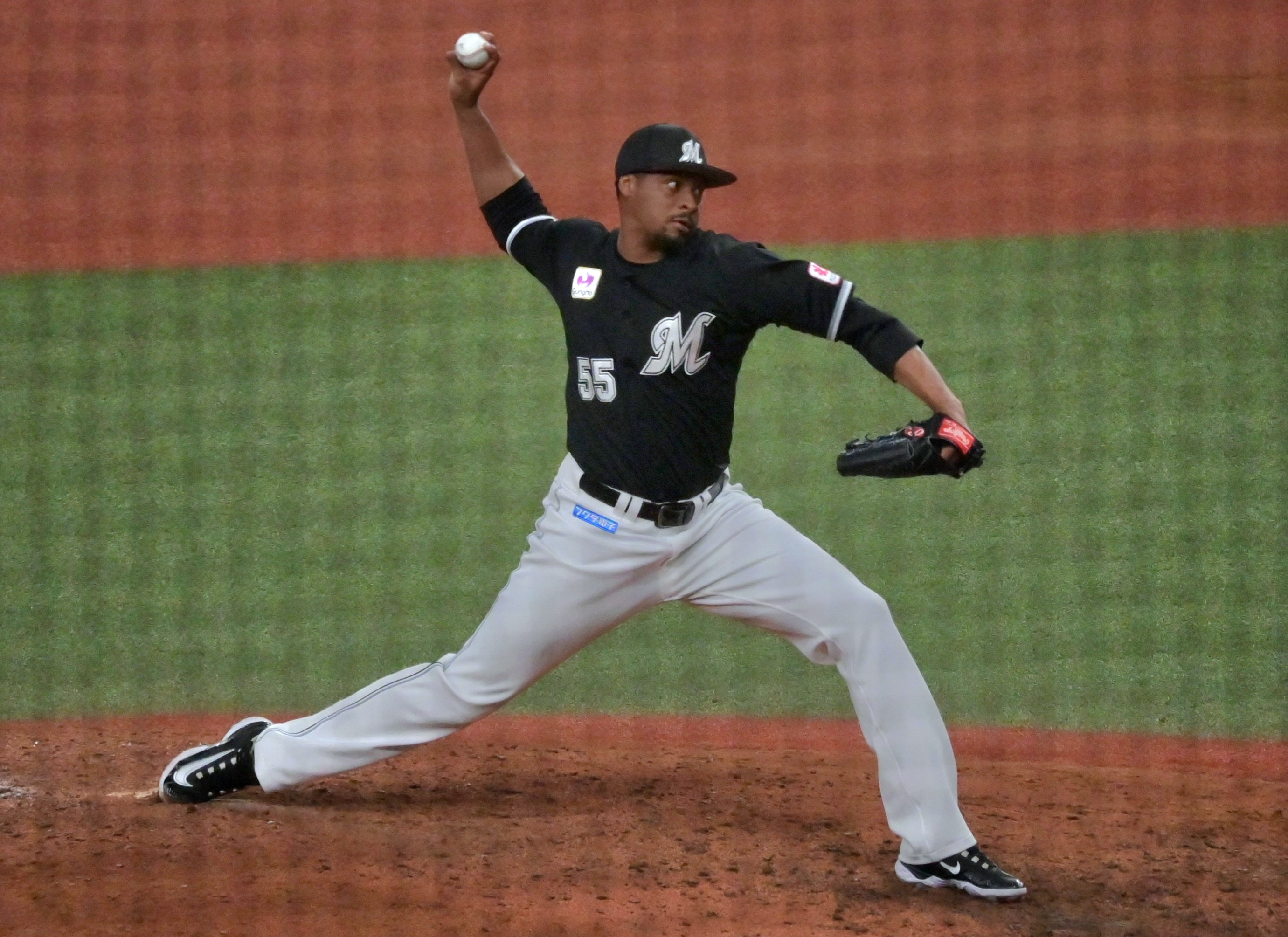
ロッテ時代
（2023年4月28日 京セラドーム大阪）

シーズンを通して安定した投球でセットアッパーに定着し、5月18日のオリックス・バファローズ戦では球団タイ記録となる12試合連続ホールドを記録。目標に掲げていたオールスターゲーム出場も果たし、第2戦に登板して1回を無安打・無失点に抑えた。最終的に球団タイ記録となる41ホールドを記録し、最優秀中継ぎ投手のタイトルを獲得した。しかし、10月10日に肩の張りで登録抹消となり、チームはクライマックスシリーズに進出したが、登板機会はなかった。

### ナショナルズ傘下時代
2024年2月8日にワシントン・ナショナルズとマイナー契約を結び、メジャーのスプリングトレーニングに招待選手として参加したが、開幕前の3月22日に自由契約となった。

### メキシカンリーグ時代
2024年4月24日にリーガ・メヒカーナ・デ・ベイスボル（メキシカンリーグ）のティフアナ・ブルズと契約を結んだ。

### オリックス時代
2024年5月28日にオリックス・バファローズが獲得を発表した。背番号は59。その後6月19日に支配下登録選手として正式に公示された。同日のウエスタン・リーグ中日ドラゴンズ戦（ナゴヤ球場）において来日後公式戦初登板を果たし、一回を無失点に抑えた。翌6月20日に京セラドーム大阪で入団会見を行った。同月22日の対埼玉西武ライオンズ戦（京セラドーム大阪）で8回表に3番手で移籍後初登板を果たし、1回無失点に抑えた。7月16日の対西武戦（ベルーナドーム）で9回裏に救援登板して無失点に抑えると、延長10回表に味方が勝ち越したため、移籍後初勝利。8月8日の対西武戦（京セラドーム大阪）で9回表に4番手で救援登板し、1回無失点で移籍後初セーブを挙げた。シーズン通算では28試合に登板し、1勝0敗、14ホールド、4セーブ、防御率0.64を記録。10月17日に来季の契約に合意したことが発表され、残留が決定した。

## 選手としての特徴・人物
150km/h超のストレートに、投球の半分以上を占めるツーシーム、スライダー、シンカー、チェンジアップなどの変化球を操り、ゴロで打ち取るのが持ち味。特に投ゴロはペルドモの代名詞とも言われる。また、四球が少なく、クイックや牽制の上手さにも定評がある。
16歳までは外野手としてプレーしており、グレゴリー・ポランコとは当時からチームメイトだった。長打力に課題があり投手に転向するが、2017年のパドレス時代には、投手としては62年振りとなるシーズン三塁打4本を記録している。日本では打席に立っていないが、打撃練習でコーチを唸らせる打撃を見せた。
愛称は「ペル」または「ペルドモさん」と呼んで欲しいと語っている。

## 詳細情報

### 年度別投手成績
| 年 度    | 球 団      | 登 板 | 先 発 | 完 投 | 完 封 | 無 四 球 | 勝 利 | 敗 戦 | セ 丨 ブ | ホ 丨 ル ド | 勝 率 | 打 者 | 投 球 回 | 被 安 打 | 被 本 塁 打 | 与 四 球 | 敬 遠 | 与 死 球 | 奪 三 振 | 暴 投 | ボ 丨 ク | 失 点 | 自 責 点 | 防 御 率 | W H I P |
| -------- | ---------- | ----- | ----- | ----- | ----- | -------- | ----- | ----- | -------- | ----------- | ----- | ----- | -------- | -------- | ----------- | -------- | ----- | -------- | -------- | ----- | -------- | ----- | -------- | -------- | ------- |
| 2016     | SD         | 35    | 20    | 1     | 0     | 0        | 9     | 10    | 0        | 0           | .474  | 662   | 146.2    | 187      | 23          | 46       | 7     | 7        | 105      | 10    | 0        | 99    | 93       | 5.71     | 1.59    |
| 2017     | SD         | 29    | 29    | 0     | 0     | 0        | 8     | 11    | 0        | 0           | .421  | 716   | 163.2    | 182      | 17          | 65       | 3     | 8        | 118      | 11    | 2        | 97    | 85       | 4.67     | 1.51    |
| 2018     | SD         | 12    | 10    | 0     | 0     | 0        | 1     | 6     | 0        | 0           | .143  | 217   | 44.2     | 62       | 4           | 22       | 2     | 3        | 39       | 4     | 0        | 37    | 35       | 7.05     | 1.88    |
| 2019     | SD         | 47    | 1     | 0     | 0     | 0        | 2     | 4     | 0        | 7           | .333  | 296   | 72.0     | 69       | 6           | 18       | 1     | 2        | 55       | 3     | 0        | 34    | 32       | 4.00     | 1.21    |
| 2020     | SD         | 10    | 1     | 0     | 0     | 0        | 0     | 0     | 0        | 0           | ----  | 74    | 17.1     | 13       | 3           | 10       | 0     | 0        | 16       | 0     | 0        | 12    | 11       | 5.71     | 1.33    |
| 2022     | MIL        | 14    | 0     | 0     | 0     | 0        | 3     | 0     | 0        | 1           | 1.000 | 96    | 23.2     | 24       | 4           | 3        | 0     | 1        | 12       | 0     | 0        | 10    | 10       | 3.80     | 1.14    |
| 2023     | ロッテ     | 53    | 0     | 0     | 0     | 0        | 1     | 3     | 1        | 41          | .250  | 209   | 50.2     | 49       | 1           | 15       | 0     | 0        | 41       | 1     | 0        | 15    | 12       | 2.13     | 1.26    |
| 2024     | オリックス | 28    | 0     | 0     | 0     | 0        | 1     | 0     | 4        | 14          | 1.000 | 105   | 28.0     | 20       | 1           | 3        | 0     | 0        | 19       | 0     | 0        | 2     | 2        | 0.64     | 0.82    |
| MLB：6年 | MLB：6年   | 147   | 61    | 1     | 0     | 0        | 23    | 31    | 0        | 8           | .426  | 2061  | 468.0    | 537      | 57          | 164      | 13    | 21       | 345      | 28    | 2        | 289   | 266      | 5.12     | 1.50    |
| NPB：2年 | NPB：2年   | 81    | 0     | 0     | 0     | 0        | 2     | 3     | 5        | 55          | .400  | 314   | 78.2     | 69       | 2           | 18       | 0     | 0        | 60       | 1     | 0        | 17    | 14       | 1.60     | 1.11    |

- 2024年度シーズン終了時
- 各年度の太字はリーグ最多

### 年度別守備成績
| 年 度 | 球 団      | 投手（P） | 投手（P） | 投手（P） | 投手（P） | 投手（P） | 投手（P） |
| 年 度 | 球 団      | 試 合     | 刺 殺     | 補 殺     | 失 策     | 併 殺     | 守 備 率  |
| ----- | ---------- | --------- | --------- | --------- | --------- | --------- | --------- |
| 2016  | SD         | 35        | 12        | 18        | 3         | 1         | .909      |
| 2017  | SD         | 29        | 11        | 22        | 1         | 2         | .971      |
| 2018  | SD         | 12        | 4         | 1         | 0         | 0         | 1.000     |
| 2019  | SD         | 47        | 6         | 10        | 0         | 0         | 1.000     |
| 2020  | SD         | 10        | 2         | 0         | 1         | 0         | .667      |
| 2022  | MIL        | 14        | 2         | 3         | 1         | 0         | .833      |
| 2023  | ロッテ     | 53        | 5         | 12        | 0         | 0         | 1.000     |
| 2024  | オリックス | 28        | 1         | 4         | 0         | 1         | 1.000     |
| MLB   | MLB        | 147       | 37        | 54        | 6         | 3         | .938      |
| NPB   | NPB        | 81        | 6         | 16        | 0         | 1         | 1.000     |

- 2024年度シーズン終了時

### タイトル
NPB
- 最優秀中継ぎ投手：1回（2023年）

### 記録

#### MiLB
- オールスター・フューチャーズゲーム選出：1回（2015年）

#### NPB
初記録
- 初登板：2023年4月1日、対福岡ソフトバンクホークス2回戦（福岡PayPayドーム）、6回裏に3番手で救援登板、1回2失点
- 初奪三振：同上、6回裏に甲斐拓也から空振り三振
- 初ホールド：2023年4月4日、対北海道日本ハムファイターズ1回戦（ZOZOマリンスタジアム）、7回表に3番手で救援登板、1回無失点
- 初セーブ：2023年5月21日、対東北楽天ゴールデンイーグルス7回戦（楽天モバイルパーク宮城）、9回裏に6番手で救援登板・完了、1回無失点[32]
- 初勝利：2023年7月6日、対埼玉西武ライオンズ12回戦（東京ドーム）、10回表に6番手で救援登板・完了、1回無失点[33]

その他の記録
- オールスターゲーム出場：1回（2023年）

### 背番号
- 61（2016年 - 2020年）
- 46（2022年）
- 55（2023年）
- 59（2024年6月19日 - ）